# Cold Newton
 (octobre 2023).
Pour les articles homonymes, voir Newton.
Cold Newton est une paroisse civile et un village du Leicestershire, en Angleterre.